# Federalist No. 78
 Federalist No. 78 es un ensayo de Alexander Hamilton, el septuagésimo octavo de The Federalist Papers. Como todos los artículos de The Federalist, fue publicado utilizando el seudónimo Publius. 
Titulado "El Departamento Judicial", el Federalist No. 78 fue publicado el 28 de mayo de 1788 y apareció por primera vez en un periódico el 14 de junio del mismo año. Fue escrito para explicar y justificar la estructura del poder judicial según la Constitución propuesta de los Estados Unidos; es el primero de seis ensayos de Hamilton sobre este tema. En particular, aborda las preocupaciones de los antifederalistas sobre el alcance y el poder del poder judicial federal, que habría estado compuesto por jueces no electos vitilicios. 
Los Federalist Papers, como texto de base de interpretación constitucional, son frecuentemente citados por juristas estadounidenses, pero no son leyes. De entre todos los ensayos (85 en total), el número 78 es el más citado por los jueces de la Corte Suprema de los Estados Unidos.
En el Federalist No. 78, Hamilton dijo que la rama judicial del gobierno propuesto sería la más débil de las tres ramas porque "no tenía influencia sobre la espada o el bolso... Realmente se puede decir que no tiene FUERZA. Ni VOLUNTAD, sino simplemente juicio". El federalista No. 78 cita a Montesquieu: "De los tres poderes, [...] el poder judicial es casi nada". Había poca preocupación de que el poder judicial pudiera dominar las ramas políticas; Como el Congreso controlaba el flujo de dinero y el presidente militar, los tribunales no tenían casi el mismo poder desde el punto de vista del diseño constitucional. El poder judicial dependería de las ramas políticas para defender sus sentencias.
Federalist No. 78 discute el poder de la revisión judicial. Sostiene que los tribunales federales tienen el trabajo de determinar si los actos del Congreso son constitucionales y qué se debe hacer si el gobierno hace al contrario de lo que establece la Constitución. 

## Controles de conducta judicial
El debate fundamental que Hamilton y su rival antifederalista " Brutus" abordaron fue sobre el grado de independencia que se otorgaría a los jueces federales y el nivel de responsabilidad que se les impondría. En Inglaterra, un juez puede ser destituido "bajo la dirección de ambas Cámaras del Parlamento". Brutus tomó la posición de que la Constitución debería adoptar el sistema inglés in toto(con modificaciones menores); Hamilton defendió el sistema actual. 

### Buen comportamiento de tenencia
En Inglaterra, aunque la mayoría de los agentes de la Corona sirvieron "a gusto del Rey", a los funcionarios públicos a menudo se les concedió un mandato vitalicio en sus oficinas. A los señores menores se les otorgó la autoridad para otorgar la tenencia de por vida, lo que creó un sistema efectivo de patrocinio político en varios niveles donde todos disfrutaron de la seguridad laboral. Sin algún tipo de control efectivo sobre su conducta, esto engendraría una injusticia intolerable. 

 La solución inglesa a este problema fue condicionar el ejercicio del cargo a una buena conducta, tal como lo imponía la gente a través del escrito de scire facias. Aunque técnicamente era una orden judicial del soberano, este poder se refería solo a los intereses de sus súbditos; como el Rey lo ejercía solo como parens patriae, estaba obligado por ley a permitir su uso a cualquier tema. Sir William Blackstone explica en su tratado sobre el derecho anglosajón, Commentaries on the Laws of England (Comentarios sobre las leyes de Inglaterra; en español): 
 DONDE la corona no haya otorgado de manera desaconsejada cualquier cosa por cartas de patente, que no debería otorgarse, o cuando el titular de la patente haya realizado un acto que equivale a la pérdida de la concesión, el remedio para derogar la patente es por escrito de scire facias en cancillería. Esto puede ser presentado por parte del rey, para reanudar lo otorgado; o, si la concesión es perjudicial para un sujeto, el rey está obligado a permitirle usar su nombre real para derogar la patente en un scire facias. 

### Revisión legislativa de decisiones judiciales
El principal punto de discusión entre Hamilton y Brutus fue la preocupación de que los jueces sustituyan su voluntad por el texto simple de la Constitución, como lo ejemplifica la revisión de facto de la Undécima Enmienda por parte de la Corte Suprema. Hamilton reconoció que ningún juez federal tenía la autoridad legal para imponer su voluntad.

 Brutus señaló que la Constitución no proporcionaba un mecanismo efectivo para controlar los plausibles derechos judiciales: 
 No hay poder sobre ellos para controlar ninguna de sus decisiones. No hay autoridad que pueda eliminarlos, y no pueden ser controlados por las leyes de la legislatura. En resumen, son independientes del pueblo, de la legislatura y de todo poder bajo el cielo.   
 Hamilton vio esta aparente falla en el diseño constitucional como más una virtud: 
 Pero no es solo con vistas a las infracciones de la Constitución, que la independencia de los jueces puede ser una salvaguardia esencial contra los efectos de los malos humores ocasionales en la sociedad. Estos a veces se extienden no más allá de la lesión de los derechos privados de clases particulares de ciudadanos, por leyes injustas y parciales. Aquí también la firmeza de la magistratura judicial es de gran importancia para mitigar la gravedad y limitar el funcionamiento de tales leyes. 
 Parece que Hamilton se basa en la eficacia del recurso de scire facias, junto con la presunción de que otras ramas del gobierno ignorarán las decisiones judiciales inconstitucionales, como un control sobre la errónea conducta judicial. [cita requerida]

## Revisión judicial
Federalist No. 78 describe el proceso de revisión judicial, en el cual los tribunales federales revisan los estatutos para determinar si son consistentes con la Constitución y sus estatutos. Es responsabilidad de los tribunales federales proteger a las personas evitando que la legislatura actúe de manera incompatible con la Constitución: 
 Si se dice que el cuerpo legislativo son ellos mismos los jueces constitucionales de sus propios poderes, y que la construcción que les imponen es concluyente para los otros departamentos. No se debe suponer de otro modo que la Constitución podría pretender permitir que los representantes del pueblo sustituyan su voluntad por la de sus electores. Es mucho más racional suponer que los tribunales fueron diseñados para ser un organismo intermedio entre el pueblo y la legislatura, a fin de, entre otras cosas, mantener a este último dentro de los límites asignados a su autoridad. 
 El Federalist No. 78 considera que la rama judicial es inherentemente débil debido a su incapacidad para controlar el dinero o los militares del país.  
 Debido a la debilidad de los tribunales, el Federalist No. 78 ve la posibilidad de corrupción usando la revisión judicial. La gente nunca estará en peligro si la estructura del gobierno redactada en la Constitución permanece. También afirma que el juicio debe ser eliminado de los grupos que hacen la legislación y la regla: 
 También demuestra que, aunque la opresión individual puede proceder de vez en cuando de los tribunales de justicia, la libertad general de las personas nunca puede estar en peligro. Quiero decir, siempre y cuando el poder judicial permanezca verdaderamente distinto de la legislatura y el Ejecutivo. 
 El Federalista No. 78 ve a los jueces de la Corte Suprema como un último grupo para proteger las leyes fundamentales establecidas en la Constitución. Esto coincide con la opinión anterior de que la rama judicial es la rama del juicio: 
 La interpretación de las leyes es la provincia propia y peculiar de los tribunales. Una constitución es, de hecho, y debe ser considerada por los jueces como una ley fundamental.  
 Según el Federalist No. 78, los tribunales federales tienen el deber de interpretar y aplicar la Constitución, y de ignorar cualquier estatuto que sea incompatible ella: 
 Si ocurriera una variación irreconciliable entre los dos, se debería, por supuesto, preferir la Constitución frente al estatuto, la intención de las personas a la intención de sus agentes... 
 El Federalist No. 78 argumenta que el poder de revisión judicial debe ser utilizado por la rama judicial para proteger las libertades garantizadas al pueblo por la Constitución. 
Federalist No. 78 indica que el poder judicial federal tiene el poder de determinar si los estatutos concuerdan con lo establecido en la Constitución, o si están conflicto con esta. Este principio de revisión judicial fue utilizado por la Corte Suprema en el caso de Marbury contra Madison (1803). 